# Ptilope caronculé
Ptilinopus granulifrons
Espèce
Statut de conservation UICN

 VU C2a(ii) : Vulnérable
Le Ptilope caronculé (Ptilinopus granulifrons) est une espèce d’oiseau appartenant à la famille des Columbidae.
Cet oiseau est endémique des îles Obi.